# Last Pizza Slice
Last Pizza Slice, ofta förkortat LPS, är ett slovenskt pop-rockband. De representerade Slovenien i Eurovision Song Contest 2022 med låten "Disko" som inte gick vidare till finalen.

## Karriär
Bandet bildades i december 2018 men släppte sin debutsingel "Silence in my Head" i februari 2022.
Den 26 november 2021 meddelade det slovenska sändningsföretaget, RTVSLO, att LPS var en av det 24 deltagarna i den slovenska uttagningen till Eurovision Song Contest 2022. I finalen vann bandet tävlingen med låten "Disko" och blev därmed Sloveniens representanter till tävlingen i Turin. Innan den första semifinalen släppte bandet en engelskspråkig version av "Disko". Bandet gick inte vidare till finalen efter att ha slutat på sista plats i den första semifinalen.
Den 16 juli 2023 meddelade bandet via sociala medier att gitarristen Mark Semeja hade lämnat bandet, eftersom han hade valt att "fortsätta på separata musikaliska resor".